# اولیور سرافین
اولیور سرافین (انگلیسی: Oliver Seraphin؛ زادهٔ ۲ اوت ۱۹۴۳) سیاست‌مدار اهل دومینیکا است. وی از ۲۵ ژوئن ۱۹۷۹ تا ۲۱ ژوئیه ۱۹۸۰ نخست‌وزیر این کشور بود.